# Wilfredo Scull Castillo
Wilfredo Scull Castillo es un deportista cubano que compitió en judo. Ganó dos medallas en el Campeonato Panamericano de Judo, en los años 1984 y 1985.

## Palmarés internacional
| Campeonato Panamericano | Campeonato Panamericano   | Campeonato Panamericano | Campeonato Panamericano |
| Año                     | Lugar                     | Medalla                 | Categoría               |
| ----------------------- | ------------------------- | ----------------------- | ----------------------- |
| 1984                    | Ciudad de México (México) | Medalla de oro          | –71 kg                  |
| 1985                    | La Habana (Cuba)          | Medalla de bronce       | –78 kg                  |